# Sirri
Significado nombre Sirri: (Origen Persa, actual  Siria   "Sirri" سیری   ) nombre femenino, la que lleva la dulzura y belleza

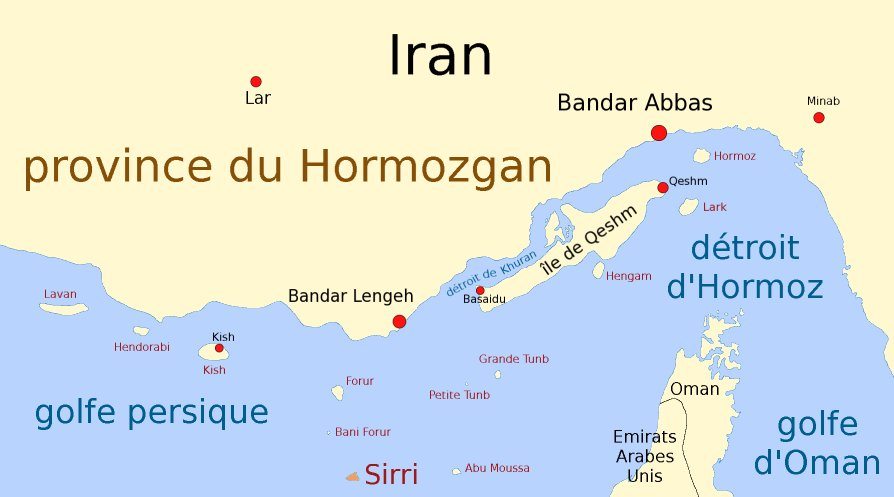
Isla de Sirri, en una carta, en francés, del golfo Pérsico.

La isla de Sirri (en persa, جزیره سیری, Jazīreh-ye Sīrrī) es una isla iraní en el golfo Pérsico. Tiene una superficie de 17,3 km². Está situada a 76 kilómetros de Bandar-e Lengeh y 50 km al oeste de Abu Musa. Es una de las seis islas del grupo de Abu Musâ (provincia de Hormozgan). El punto más alto de la isla está a 33 m s. n. m. Como las otras islas del golfo, disfruta de un clima húmedo y templado. La isla de Sirri era el lugar donde se encontraba un plataforma petrolífera que resultó destruida por fuerzas navales de los Estados Unidos durante la Operación Mantis Religiosa de 18 de abril de 1988.
- Datos: Q785038
- Multimedia: Sirri Island / Q785038